# Saut de valse
Vous pouvez aider à l'améliorer ou bien discuter des problèmes sur sa page de discussion.
- Il ne cite pas suffisamment ses sources. Vous pouvez indiquer les passages à sourcer avec {{référence nécessaire}} ou {{Référence souhaitée}}, et inclure les références utiles en les liant aux notes de bas de page. (Marqué depuis mai 2025)
- Son texte doit être wikifié : il ne correspond pas à la mise en forme Wikipédia (style, typographie, liens internes, liens entre les wikis, etc.). (Marqué depuis mai 2025)
- Il n’est pas rédigé dans un style encyclopédique. (Marqué depuis mai 2025)

- Archive Wikiwix
- Bing
- Cairn
- DuckDuckGo
- E. Universalis
- Gallica
- Google
- G. Books
- G. News
- G. Scholar
- Persée
- Qwant
- (zh) Baidu
- (ru) Yandex
- (wd) trouver des œuvres sur Wikidata

Le saut de valse est une figure en patinage artistique. Il peut aussi être appelé le « saut de trois » selon les régions.

## En bref
Saut de carre dont la préparation se fait généralement sur une carre arrière extérieure et l’appel suit avec un pas avant extérieur. Le saut de valse a ½ rotation alors que l’Axel a 1 ½ rotation. C’est par ce saut que les patineurs apprennent à sauter.

## En détail
Le saut de valse est le saut considéré comme le plus facile (à l’exception des sauts exécutés en ligne droite tel que le saut de lapin). Toutefois ce saut ne comporte qu’une seule rotation (180 degrés en l'air). C’est un saut de carre avec changement de position dans les airs.
Pour une personne droitière, le saut de valse se part en arrière en glissant sur le pied droit extérieur tout en étirant la jambe gauche en arrière. Déposer le pied gauche avant extérieur sur la glace en gardant les bras et la jambe droite en arrière. Propulser la jambe libre et les bras vers le haut tout en montant sur la pointe du pied traceur. Faire une demi-rotation en position ouverte et maintenir les jambes complètement tendues. Comme dans tous les sauts, la réception se fait sur le pied droit arrière extérieur pour une personne droitière. Passer la jambe libre en arrière et garder les bras en avant.
Pour une personne gauchère, le saut de valse se part[pas clair] en arrière en glissant sur le pied gauche extérieur tout en étirant la jambe droite en arrière. Déposer le pied droit avant extérieur sur la glace en gardant les bras et la jambe gauche en arrière. Propulser la jambe libre et les bras vers le haut tout en montant sur la pointe du pied traceur. Faire une demi-rotation en position ouverte et maintenir les jambes complètement tendues. Comme dans tous les sauts, la réception se fait sur le pied gauche arrière extérieur pour une personne gauchère. Passer la jambe libre en arrière et garder les bras en avant.
À première vue, il n'y a pas grand-chose qui peut aller mal dans ce saut[pas clair], du moins, pour ceux qui le connaissent. Mais si vous voulez apprendre comment faire un Axel, apprenez à faire un saut de valse correctement. Votre saut est correct lorsque vous sentez que vous flottez dans les airs et que vous atterrissez directement au-dessus de votre hanche droite. Lorsque vous sautez, les hanches sont à niveau égal.
Comme tous les sauts de valse, la clé est au moment du décollage. Pour les droitiers, glissez sur longue carre arrière droite sans forcer sur le haut du corps. On voit souvent des gens tirer leur côté gauche vers l’arrière et balancer la jambe en rond plutôt que de la diriger droit devant et en haut. Les deux bras doivent se diriger vers l’avant et en haut.